# Дерековщина
Дерековщина (укр. Дереківщина) — село,
Свиридовский сельский совет,
Лохвицкий район,
Полтавская область,
Украина.
Код КОАТУУ — 5322686202. Население по переписи 2001 года составляло 40 человек.

## Географическое положение
Село Дерековщина находится в 4-х км от правого берега реки Сула,
в 3-х км от города Лохвица.
По селу протекает пересыхающий ручей с запрудой.

## История
- 1722 — дата основания.